# Тохоно-О’одам
Тохоно-О’одам (англ. Tohono O'odham Nation Reservation) — объединённая территория народа папаго, включающая четыре индейские резервации, расположенные в южной части штата Аризона, США. 

## История
Первая резервация папаго была создана в 1874 году указом президента США Улисса Гранта и названа Сан-Ксавьер. Она располагалась вокруг испанской миссии XVIII века Сан-Хавьер-дель-Бак. В 1882 году президент Честер Алан Артур подписал указ о создании индейской резервации Хила-Бенд в качестве дополнительных территорий для народа папаго. В 1916 году указом американского правительства была создана третья резервация со штаб-квартирой в поселении Индиан-Оуэйсис, ныне Селлс, штат Аризона. В 1937 году племя папаго приняло свою первую конституцию.

## География
Тохоно-О’одам расположена на юге штата Аризона в пустыне Сонора и состоит из четырёх территорий:
- Собственно Тохоно-О’одам[англ.] (англ. Tohono Oʼodham Indian Reservation), её площадь составляет 11 243,098 км². Резервация охватывает центральную часть округа Пима, юго-запад округа Пинал и юго-восток округа Марикопа.
- Сан-Ксавьер[англ.] (англ. San Xavier Indian Reservation), площадью 288,895 км². Резервация расположена в центрально-восточной части округа Пима, к юго-западу от столицы округа, города Тусон. По данным переписи населения 2000 года, в ней проживало 2 053 человека, или около 19 % населения Тохоно-О’одам.
- Хила-Бенд[англ.] (англ. Gila Bend Indian Reservation), площадью 3,277 км². Резервация расположена в юго-центральной части округа Марикопа, к северу от города Хила-Бенд. Первоначально площадь резервации составляла 90,65 км²[4].
- Флоренс-Виллидж (англ. Florence Village District) площадью 0,689 км², представляет собой небольшое поселение в центральной части округа Пинал, к юго-западу от города Флоренс.

Общая площадь четырёх территорий составляет 11 535,959 км², из них 11 535,076 км² приходится на сушу и всего 0,883 км² — на воду. Административным центром Тохоно-О’одам является статистически обособленная местность Селлс.
Тохоно-О’одам  — третья по площади индейская резервация в США, размером примерно с штат Коннектикут, и вторая по величине землевладения индейцев в Соединённых Штатах.

## Демография
Нация Тохоно-О’одам включает около 34 000 зарегистрированных членов.  В 2014 году, в основной резервации народа, собственно Тохоно О'Одам, проживало около 11 000 человек. В индейской резервации Сан-Ксавьер проживало 1 200 человек. Общая численность населения индейской резервации Хила-Бенд составляла около 1 700 человек, а население Флоренс-Виллидж было примерно 195 человек. Остальные примерно 14 600 членов нации живут в основном за счёт резерваций.
В 2019 году в Тохоно-О’одам проживало 10 747 человек. Расовый состав населения: белые — 1 190 чел., афроамериканцы — 28 чел., коренные американцы (индейцы США) — 9 052 чел., азиаты — 6 чел., океанийцы — 30 чел., представители других рас — 101 чел., представители двух или более рас — 340 человек. Плотность населения составляла 0,93 чел./км².